# Evolutionsgeschichte

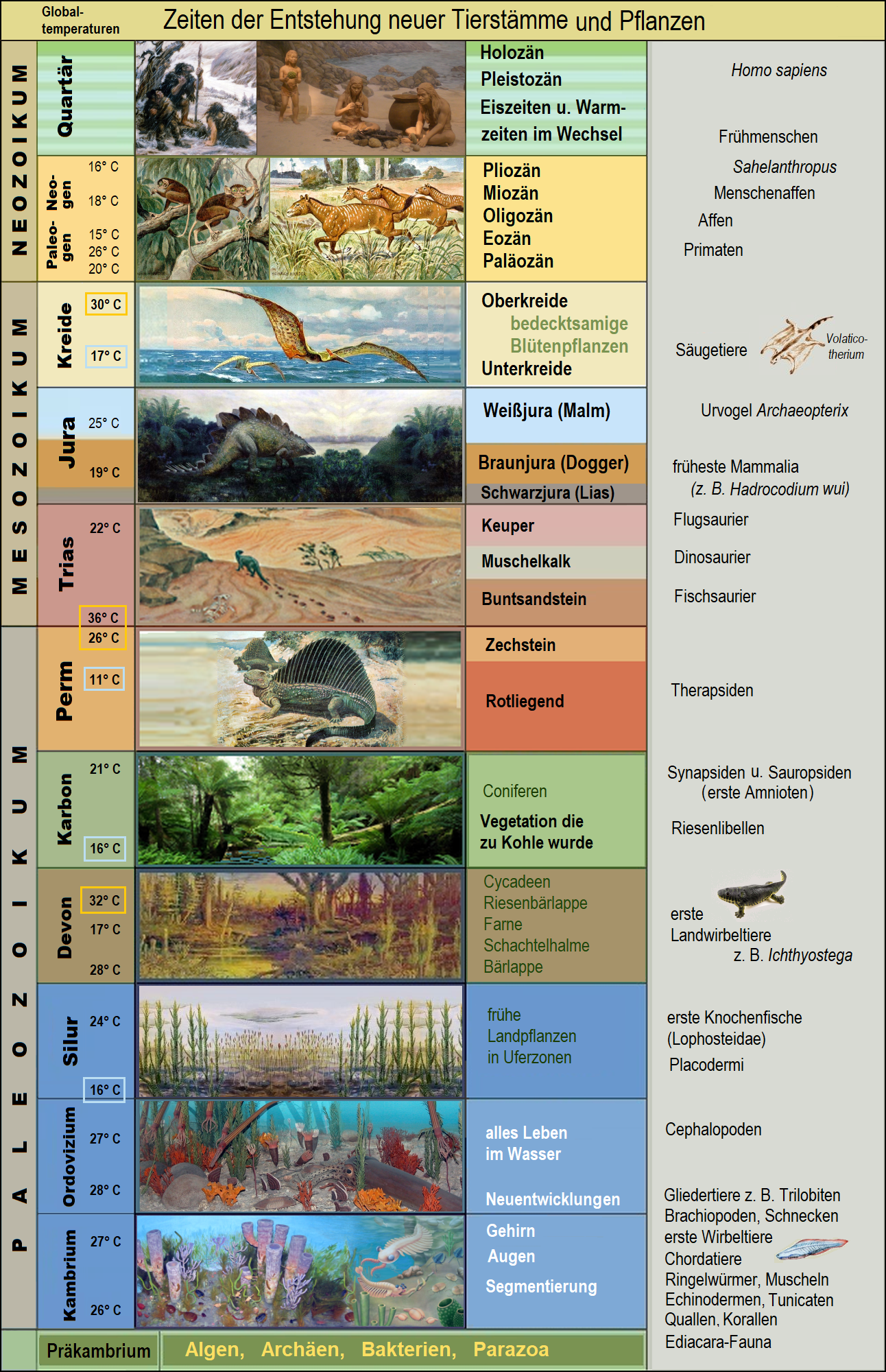
Schautafel vom Kambrium bis zum Holozän. Das Präkambrium ist unten als schmale Leiste dargestellt, es war jedoch der längste Zeitraum der Erdgeschichte (siehe Zeittafel unten). Die Tierstämme und Gattungen sind nicht nach einer stammesgeschichtlichen Ordnung dargestellt, sondern nur als Beispiele für die erdgeschichtlichen Zeiträume. Zeitskala siehe Phanerozoikum.

Die Evolutionsgeschichte beschreibt die Tatsache, dass im Verlauf der Erdgeschichte Lebewesen jeweils zu bestimmten Zeiten erstmals in Erscheinung getreten und viele davon auch wieder verschwunden sind, dass Arten sich verändert haben und neue Arten, neue Pflanzen- und Tierstämme entstanden sind. Die Evolutionsgeschichte kann anhand von Fossilfunden objektiv nachvollzogen werden. Im Unterschied hierzu befassen sich die Evolutionstheorien mit den denkbaren Erklärungen (Erklärungsmodellen) für die Evolution. Beides gehört zu den Forschungsgebieten der Evolutionsbiologie.

## Wissenschaftsgeschichte
Den verschiedenen Evolutionstheorien gingen grundlegende Entdeckungen in der Geologie und Paläontologie voraus. Schon im 17. und 18. Jahrhundert war bekannt, dass die übereinanderliegenden Schichten von Ablagerungsgesteinen unterschiedlich alt sind. Meistens sind die unteren Schichten älter, wurden also früher abgelagert, und die darüber liegenden Schichten sind jünger, da sie danach abgelagert wurden (→ Stratigraphisches Prinzip). Ebenfalls lange bekannt war, dass solche Schichten versteinerte Überreste enthalten, die offensichtlich von Lebewesen stammten, sogenannte Fossilien. Französische Geologen und Biologen sammelten im späten 18. und frühen 19. Jahrhundert in den Sedimentgesteinen des im Perm, in der Trias sowie in der Jura- und Kreidezeit gebildeten Deckgebirges des französischen Schichtstufenlandes Fossilien von Pflanzen und Tieren und beschrieben diese systematisch. Auch im älteren Grundgebirge fanden sie teilweise noch gut erhaltene Fossilien.

Beispiele für Fossilien aus dem Grundgebirge West- und Mitteleuropas
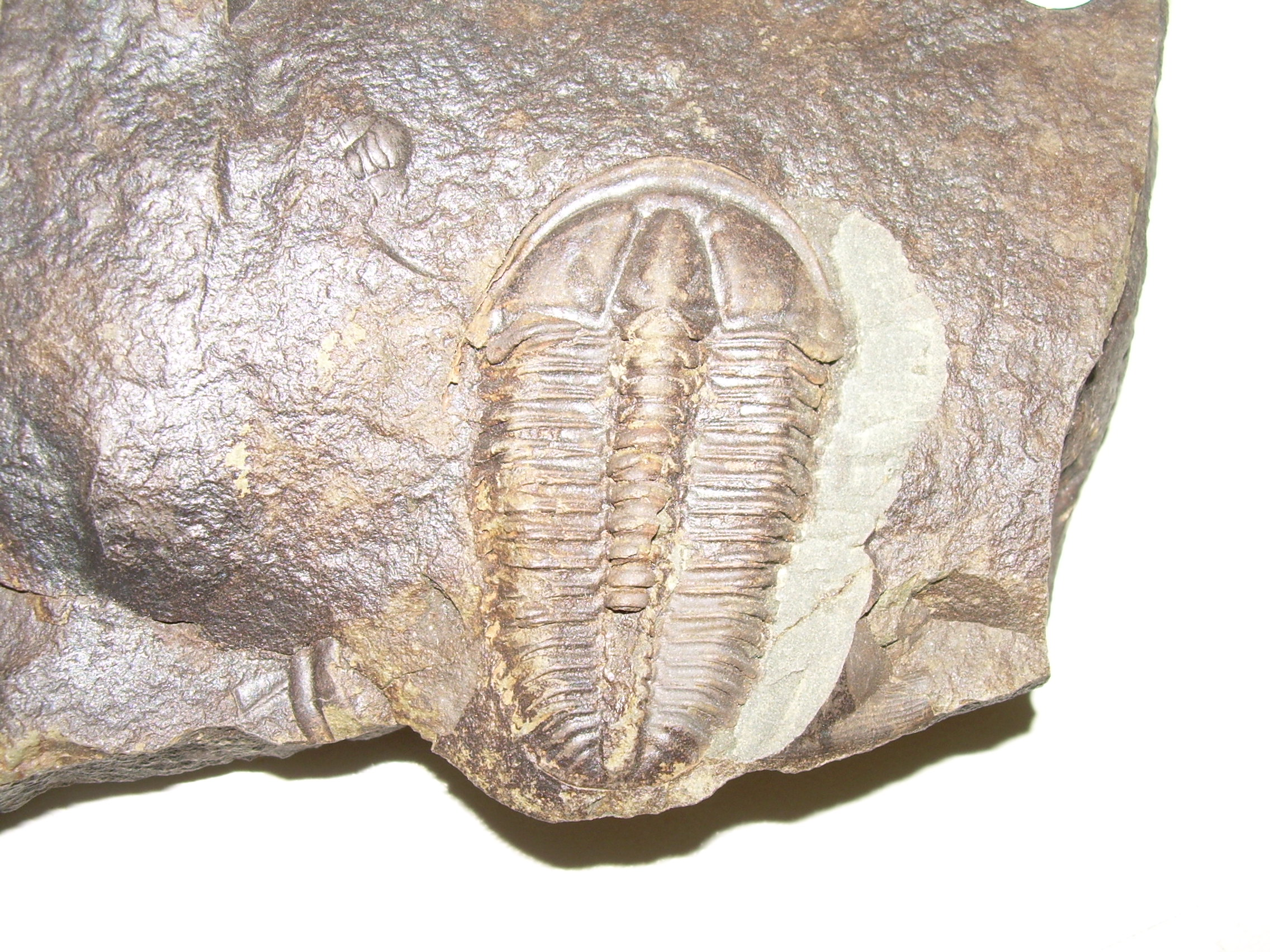
Trilobit Conocoryphe, Mittelkambrium, Tschechien
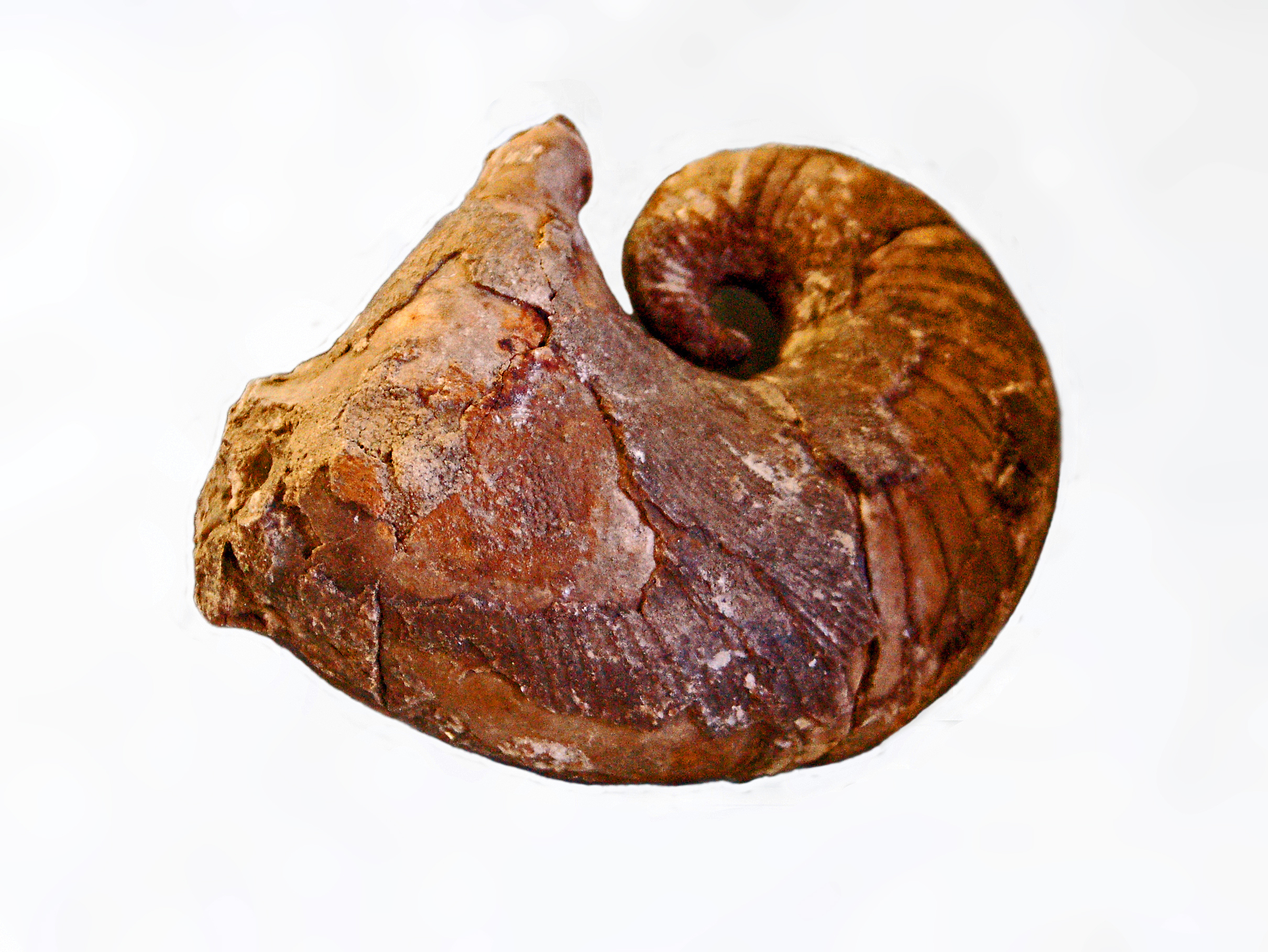
Nautiloid Phragmoceras, Silur, Tschechien
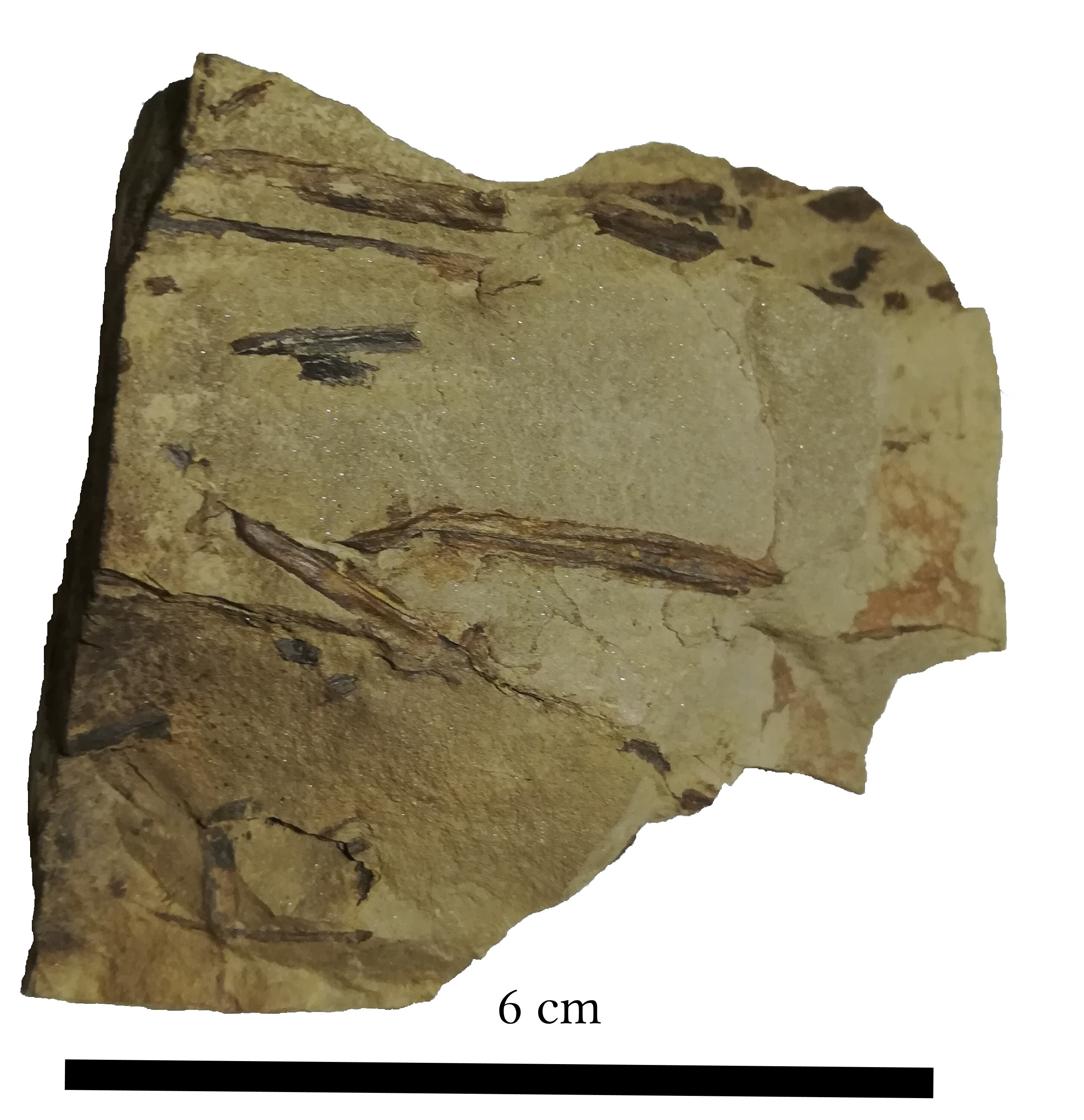
Reste der primitiven Landpflanze Stockmansella, Unterdevon, Nordrhein-Westfalen
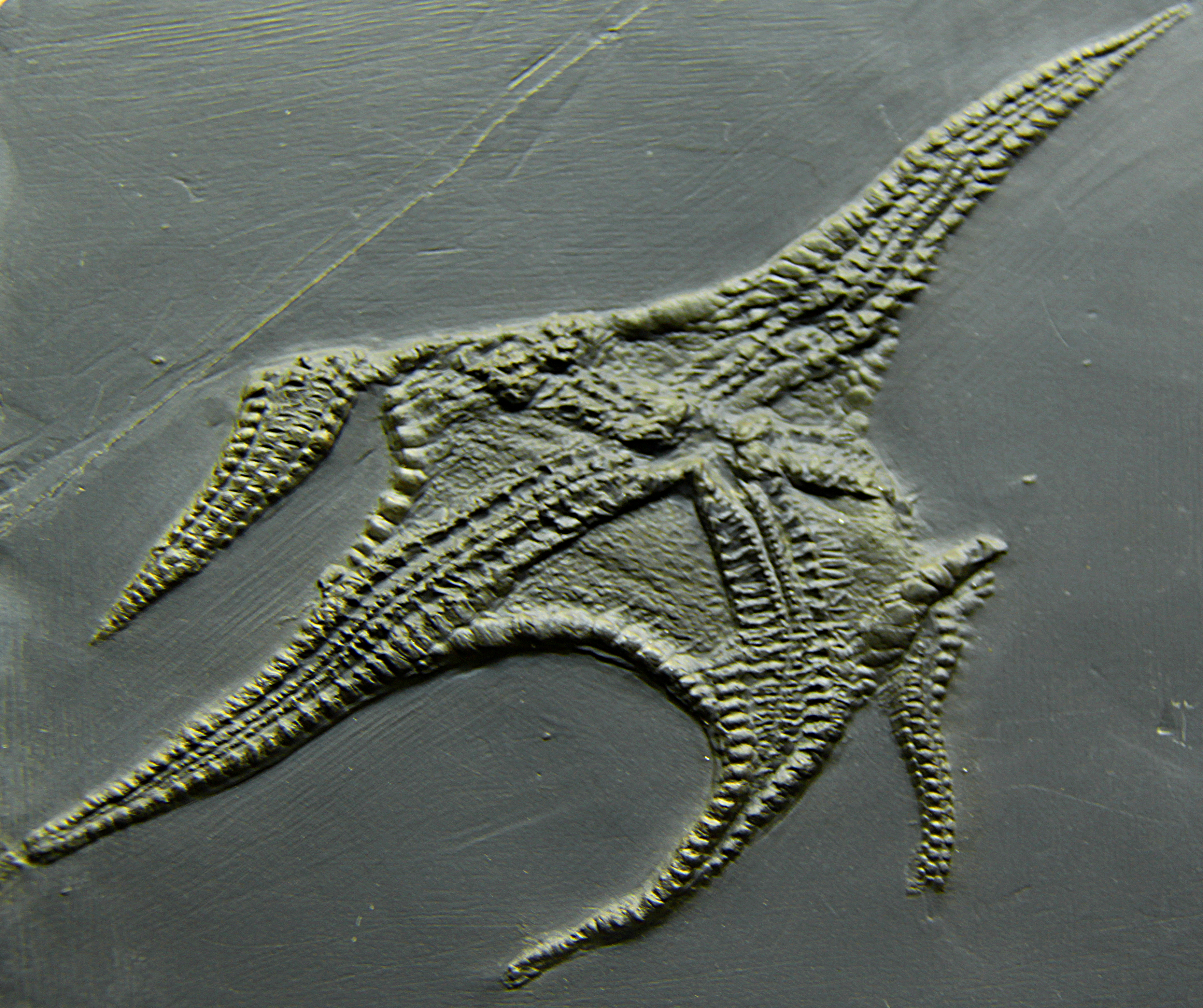
„Ur-Schlangenstern“ Euzonosoma, Unterdevon, Rheinland-Pfalz
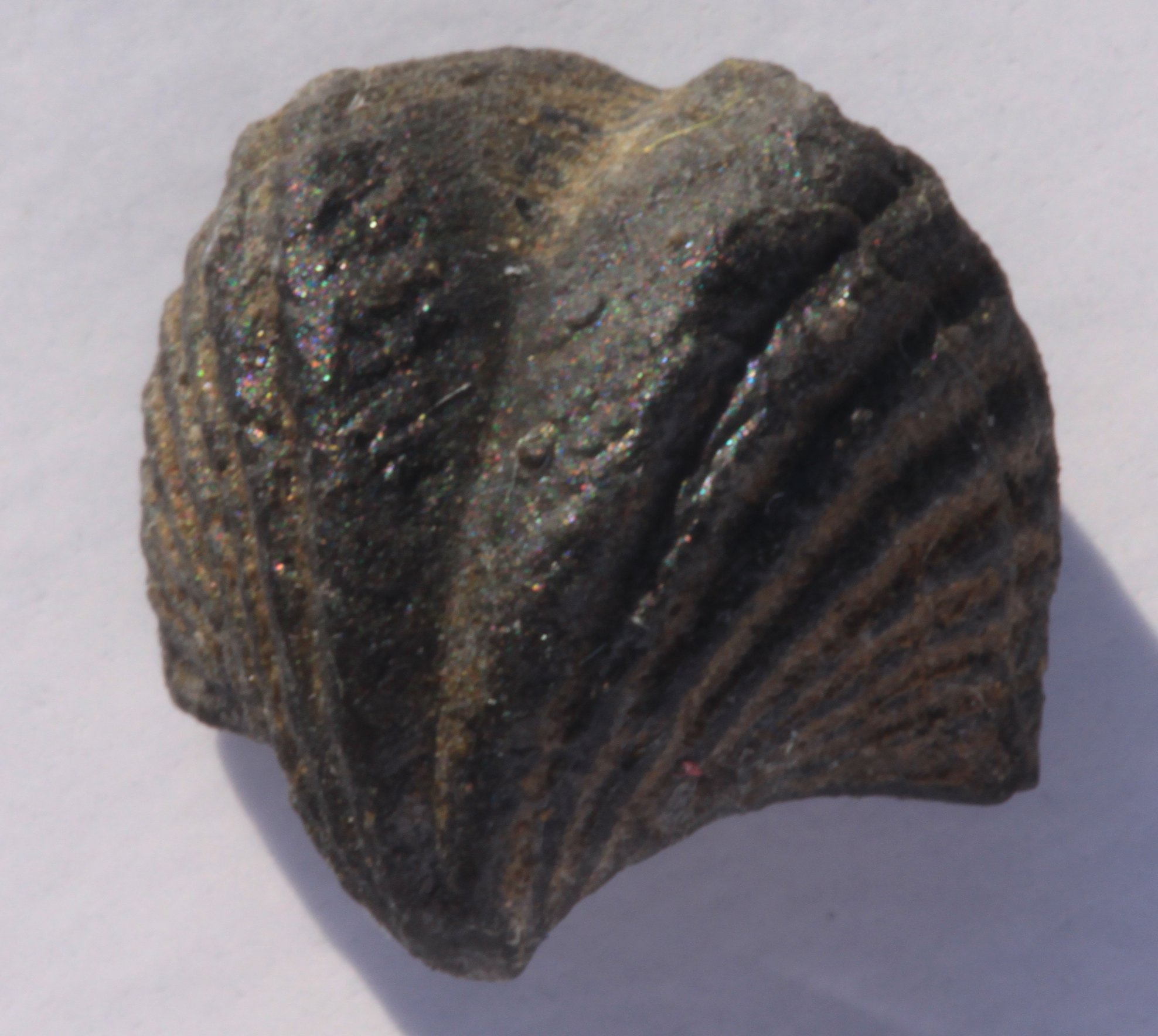
Armfüßer Cyrtina multiplicata, Mitteldevon, Spanien
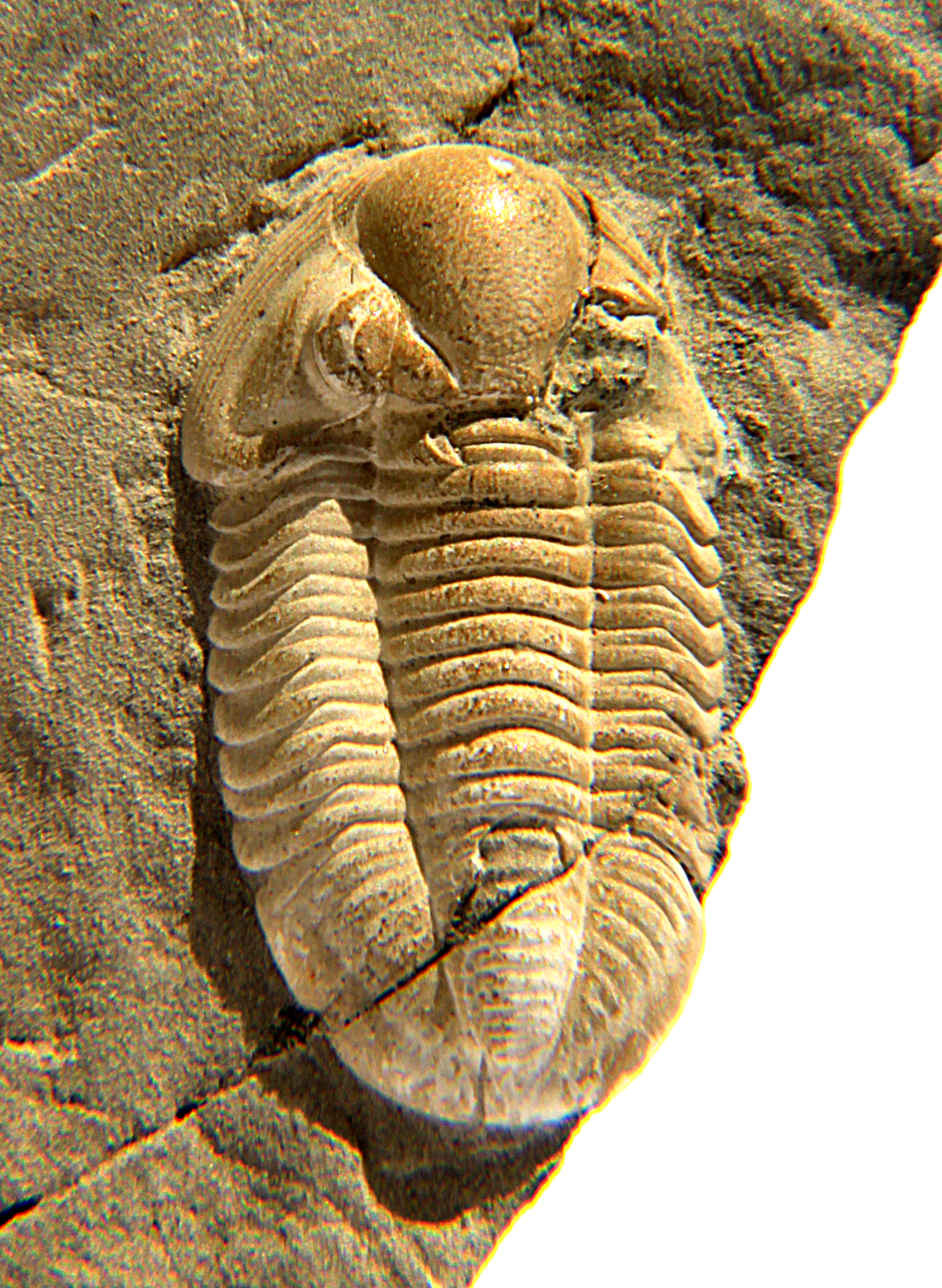
Trilobit Cummingella, Unterkarbon, Belgien

Beispiele für Fossilien aus dem Übergangs- und Deckgebirge West- und Mitteleuropas
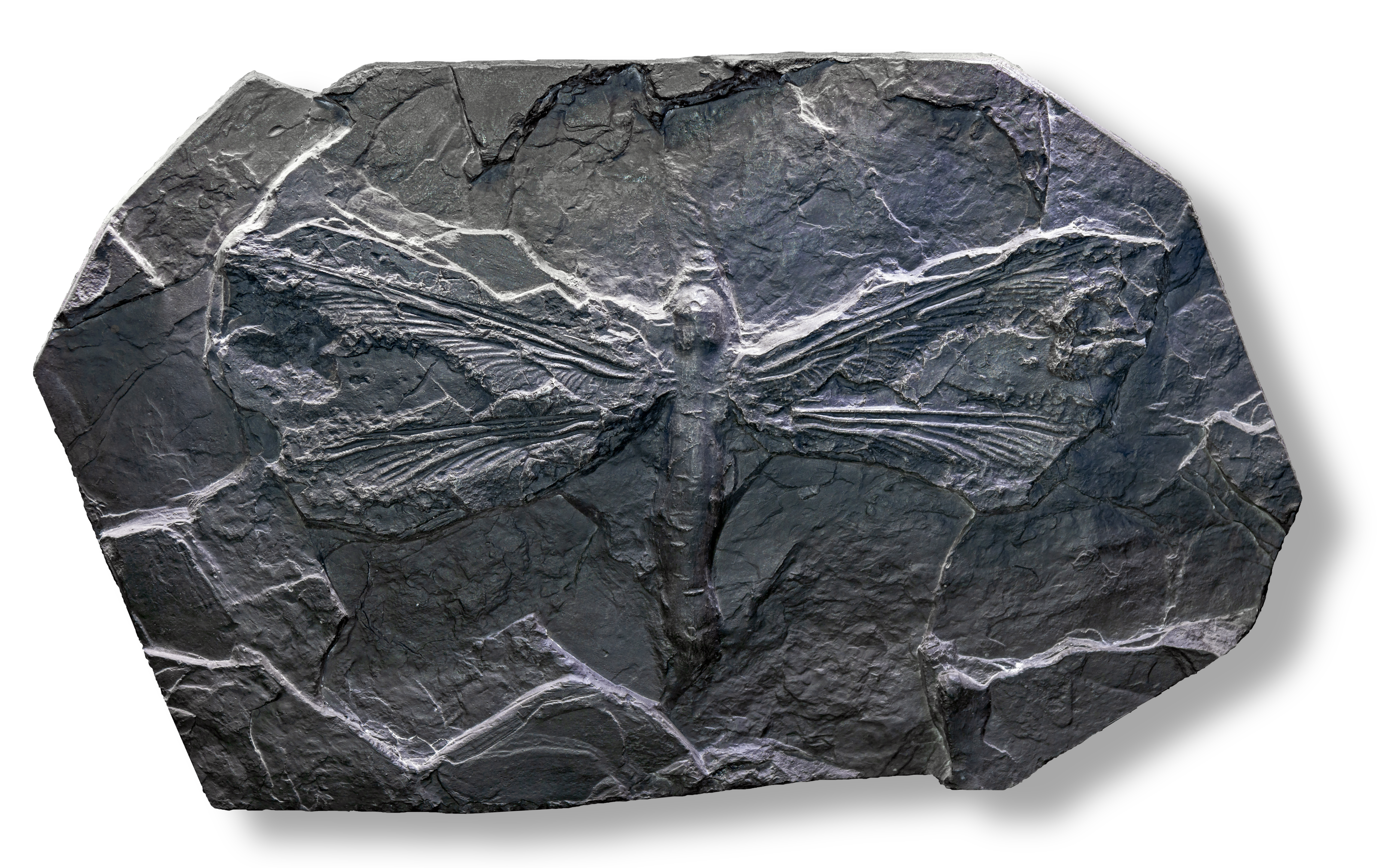
Riesenlibelle, Oberkarbon oder Unterperm, Frankreich
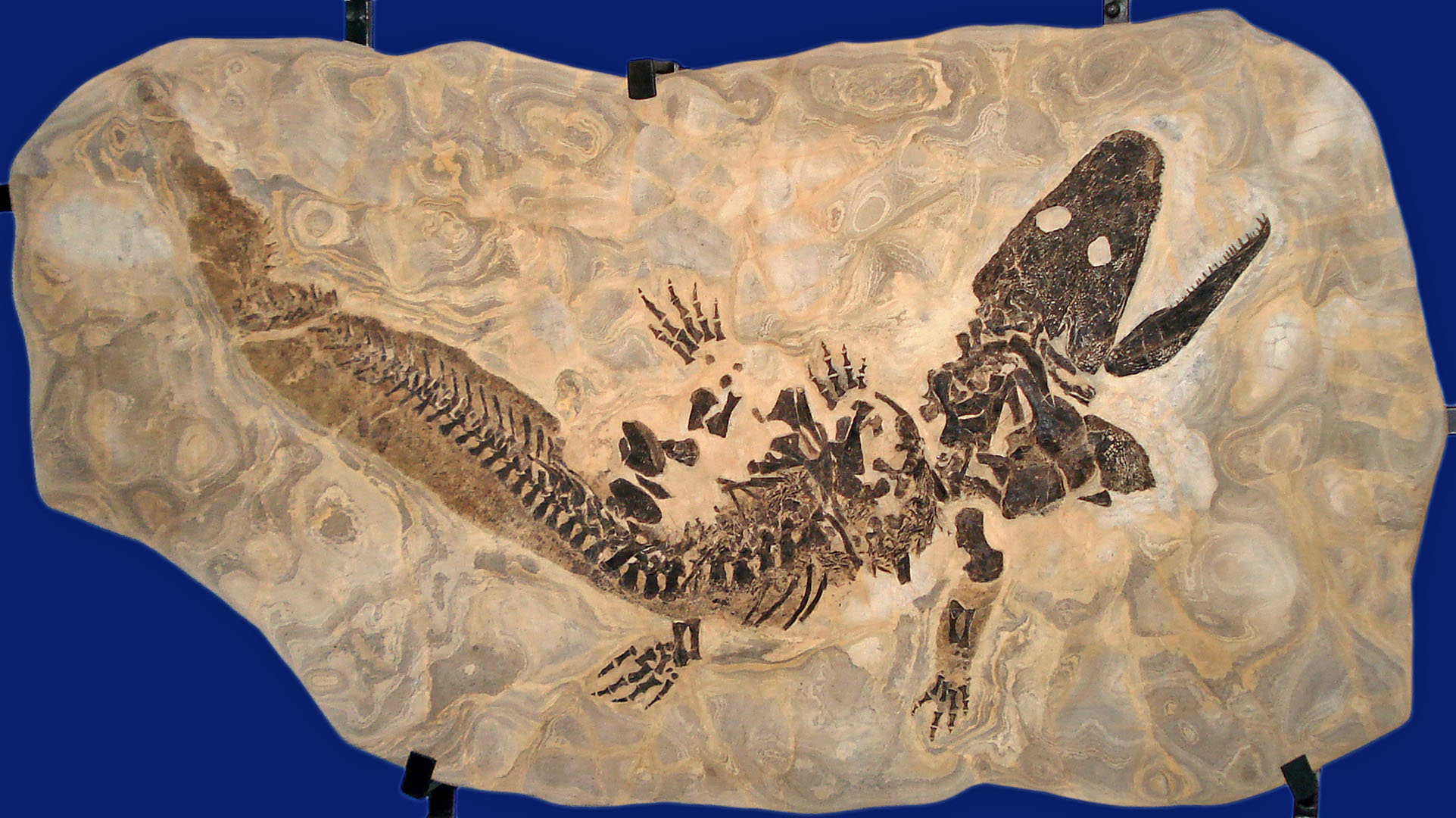
„Urlurch“ Sclerocephalus, Unterperm, Rheinland-Pfalz
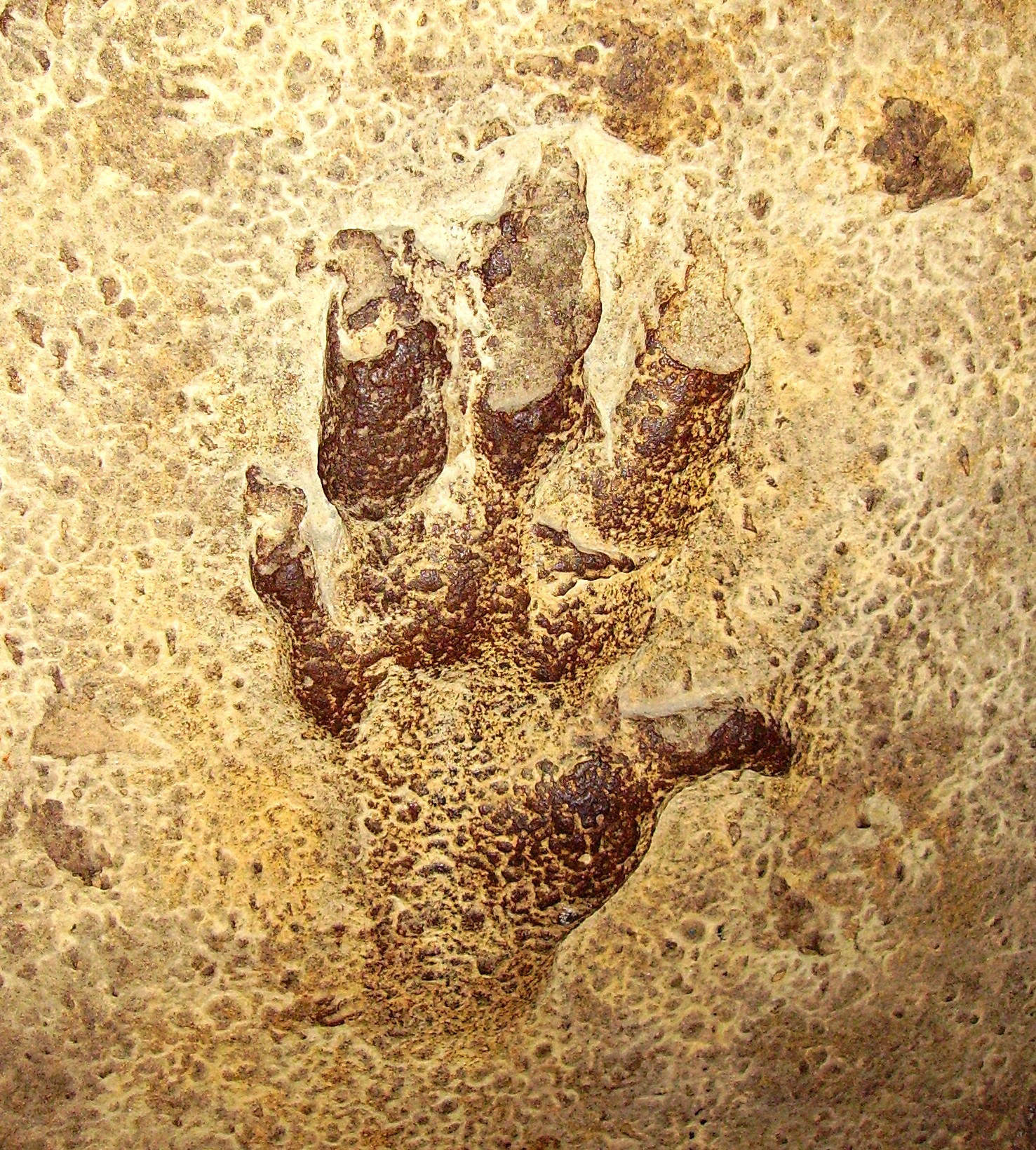
Fossiles Trittsiegel Chirotherium, Untertrias, England
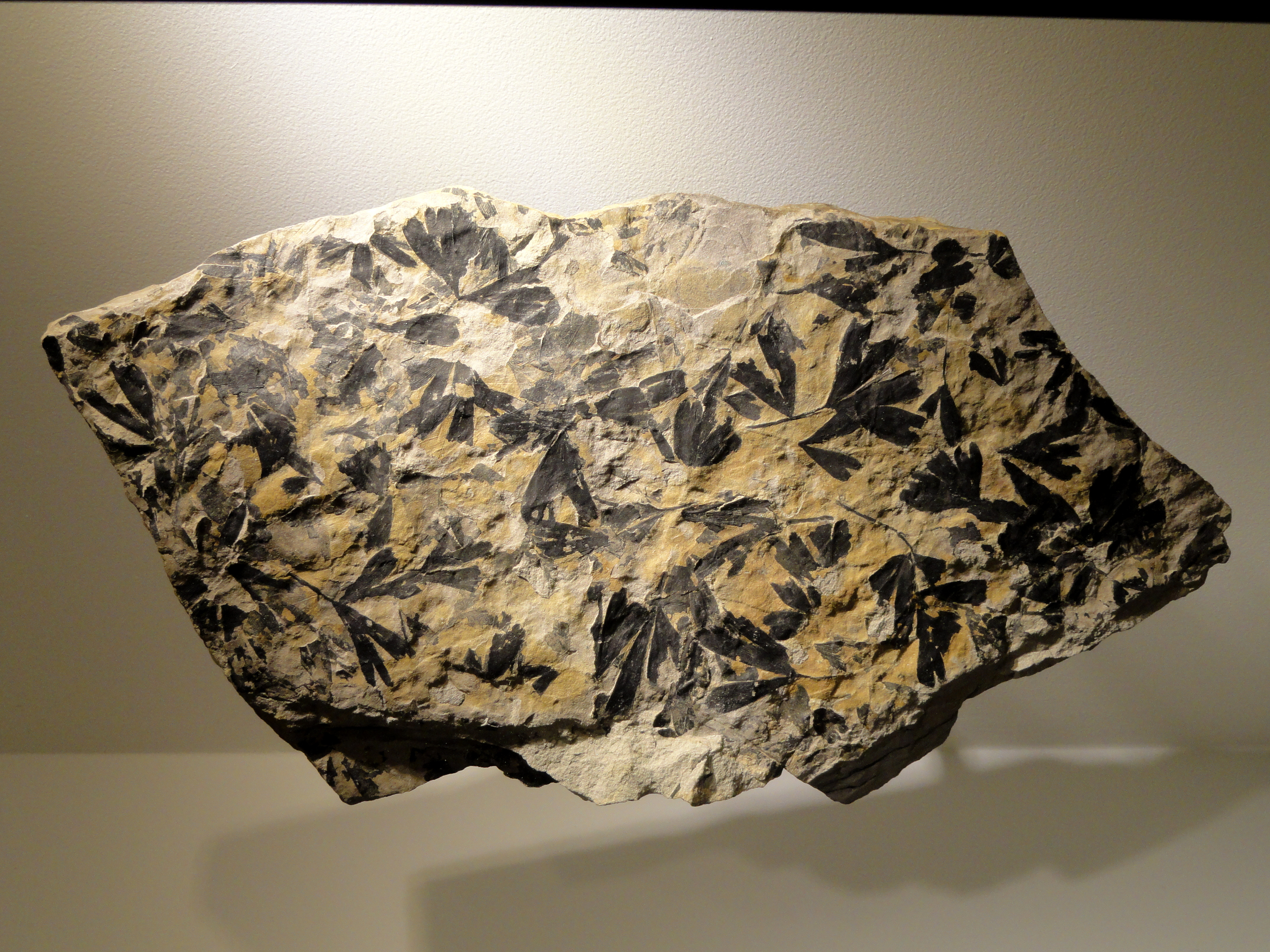
Ginkgo-Blätter, Mitteljura, England
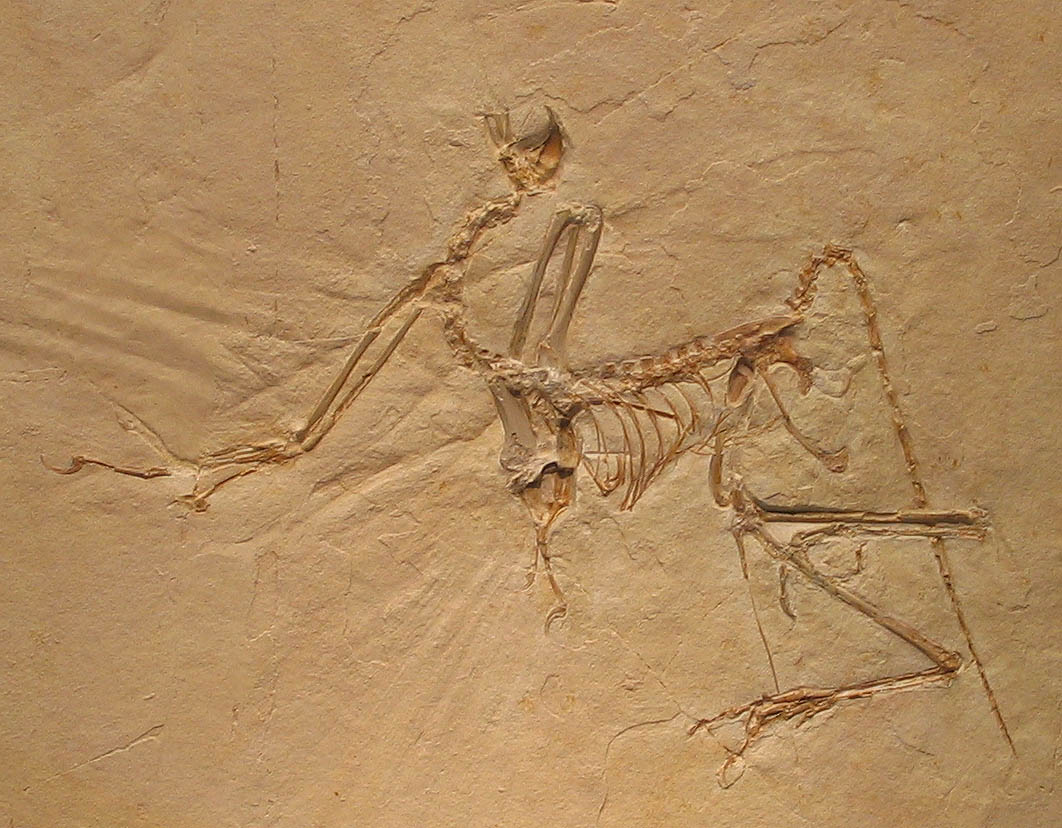
„Urvogel“ Archaeopteryx, Oberjura, Bayern
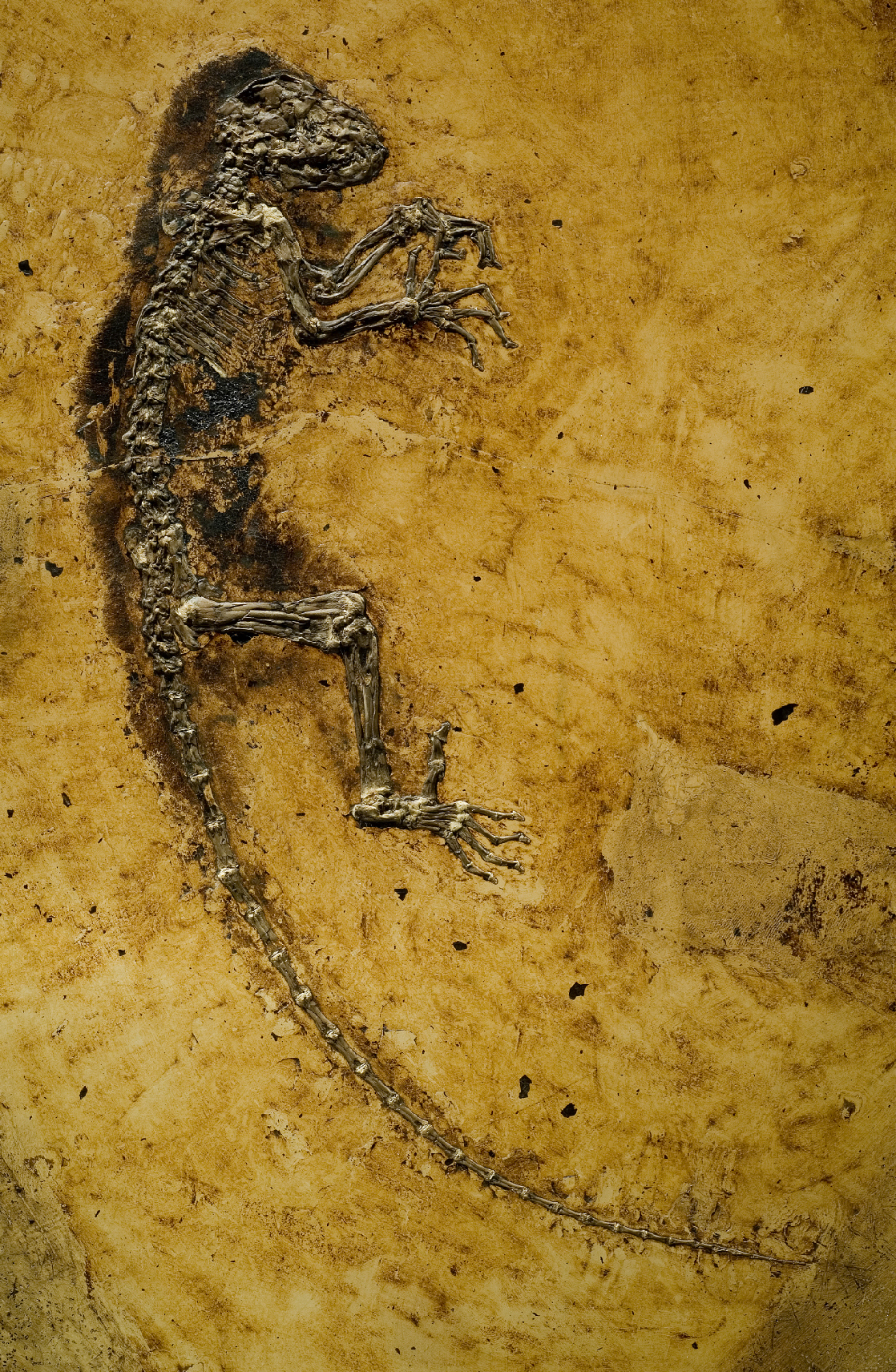
Früher Primat Darwinius, Eozän, Hessen (Grube Messel)

Georges Cuvier und andere stellten fest, dass die relativen Altersbeziehungen, die sich aus der Abfolge der Schichten von unten nach oben ergeben, sich auch im Fossilgehalt widerspiegeln. So wurden gleichartige Fossilien jeweils immer nur in Schichten des ungefähr gleichen Alters gefunden. Man schlussfolgerte daraus, dass bestimmte Tier- und Pflanzenarten jeweils erst ab einem bestimmten Zeitpunkt auf der Erde erschienen sein können, da in den darunterliegenden, älteren Ablagerungsgesteinen nirgends entsprechende Fossilien zu finden waren. Gleichermaßen mussten bestimmte Tier- und Pflanzenarten jeweils ab einem bestimmten Zeitpunkt von der Erde verschwunden – ausgestorben – sein, da sie einerseits in der heutigen Lebewelt nicht mehr vorkommen und sie schon in jüngeren Ablagerungsgesteinen nicht mehr zu finden sind.
Im systematischen Abgleich der Fossilfaunen (und -floren) mit dem relativen Alter der Schichten, in denen sie enthalten waren, zeigte sich, dass sich die Lebewelt im Verlauf der Erdgeschichte nicht nur bedeutend gewandelt hat, sondern dass dieser Wandel relativ kontinuierlich, beinahe buchstäblich „von Schicht zu Schicht“ verfolgbar ist. Ferner wurde festgestellt, dass sich ausgedehntere erdgeschichtliche Zeiträume unterscheiden lassen, in denen bestimmte Organismengruppen dominierten, bevor sie schließlich ausstarben. Alle diese Beobachtungen wurden Grundlage des Prinzips, nach dem sich das relative Schichtenalter mithilfe der darin enthaltenen Fossilien bestimmen lässt (→ Biostratigraphie). Ferner wurde beobachtet, dass die Komplexität der Organismen mit abnehmendem Alter der Fundschichten zunimmt. So sind in den ältesten fossilführenden Schichten noch überwiegend einfach gebaute, ausschließlich im Meer lebende „niedere Tiere“ wie Schwämme, Trilobiten und Armfüßer anzutreffen, während in jüngeren Schichten sowohl komplexere „niedere Tiere“ (moderne Kopffüßer, Seeigel, Fluginsekten) als auch eine zunehmende Vielfalt an Wirbeltieren zu verzeichnen sind, die nicht mehr nur im Meer, sondern auch auf dem Land lebten.
Diese Beobachtungen veranlassten die von der Aufklärung geprägten Pioniere der modernen Naturwissenschaften zu Überlegungen, wie der beobachtete Wandel in den Faunen und Floren der „Urzeit“ auf natürlichem Wege vonstattengegangen sein könnte. Der Biologe Jean-Baptiste de Lamarck mutmaßte, dass später aufgetretene Tierformen als Nachkommen aus den früheren hervorgegangen sein könnten. Das bedeutete, dass Tierarten sich verändern und zu neuen anderen Formen entwickeln können, oder anders ausgedrückt: in andere Formen evolvieren oder evoluieren können. Lamarck war somit einer der ersten, der die biblische Vorstellung von der Unveränderlichkeit der Arten durch die Idee der Evolution ersetzte. Seine Hypothese zum Mechanismus hinter der Evolution (→ Lamarckismus) erwies sich später zwar als großenteils unzutreffend, motivierte aber andere Wissenschaftler, nach besseren Erklärungen zu suchen. Durchgesetzt hat sich schließlich die Mitte des 19. Jahrhunderts von Charles Darwin und Alfred Russel Wallace entwickelte und in ihren Grundzügen noch heute gültige Evolutionstheorie, in der die natürliche Selektion eine zentrale Rolle spielt. Diese wurde später erweitert und modifiziert von Wallace selbst sowie von August Weismann, Ernst Mayr, Theodosius Dobzhansky und weiteren Vorreitern der modernen Evolutionsbiologie.

## Veränderung von Lebensräumen und Umweltbedingungen
Die Erde ist seit Anbeginn ihrer Existenz ein dynamischer Planet. Deshalb verändern sich – in den für Menschen schwer erfassbaren Zeiträumen von Jahrmillionen – Umwelt- und Lebensbedingungen auf der Erde fortwährend durch globale Prozesse, mit teils einseitiger, teils wechselseitiger Beeinflussung. Zu diesen Prozessen gehören die Verschiebungen der tektonischen Platten, ausgedehnterer Vulkanismus, Veränderungen des globalen Klimas und globale Schwankungen des Meeresspiegels. Unter anderem angestoßen durch diese fortwährenden Veränderungen entwickelten sich die bestehenden Lebensformen in der Pflanzen- und Tierwelt im Laufe dieser Jahrmillionen entweder weiter zu neuen Formen, die jeweils mit den neuen Umweltfaktoren besser zurechtkamen, oder sie starben aus. In Zeiten besonders widriger Bedingungen kam es zu regelrechten Ökokrisen – Massenaussterben – während derer die Artenvielfalt massiv zurückging. Für einige derartige Ereignisse sind nicht allein irdisch-geologische, sondern auch kosmische Ursachen (Asteroideneinschlag, Gammablitz) nachgewiesen oder zumindest in Betracht gezogen worden. Nach solchen Krisen wuchs die Artenvielfalt jedoch in relativ kurzer Zeit wieder an, ein Prozess, der als adaptive Radiation bezeichnet wird. Dabei ist in der Fossilüberlieferung zu beobachten, dass manche Tiergruppen, die zuvor nur mit wenigen kleinen Formen vertreten waren, plötzlich eine enorme Formenvielfalt entwickelten, die auch viele große, bisweilen sogar riesenwüchsige Formen einschloss. Andere Tiergruppen verloren im Zuge eines Massenaussterbens ihre einstige Dominanz. Eines der populärsten Beispiele für einen derartigen Umschwung in der Tierwelt ist das Verschwinden der Nichtvogel-Dinosaurier am Ende der Kreidezeit und der darauf folgende Anbruch des „Zeitalters der Säugetiere“, dem schließlich auch der Mensch entsprang.

## Zeitliche Abfolge bei der Entstehung der frühen Lebewesen

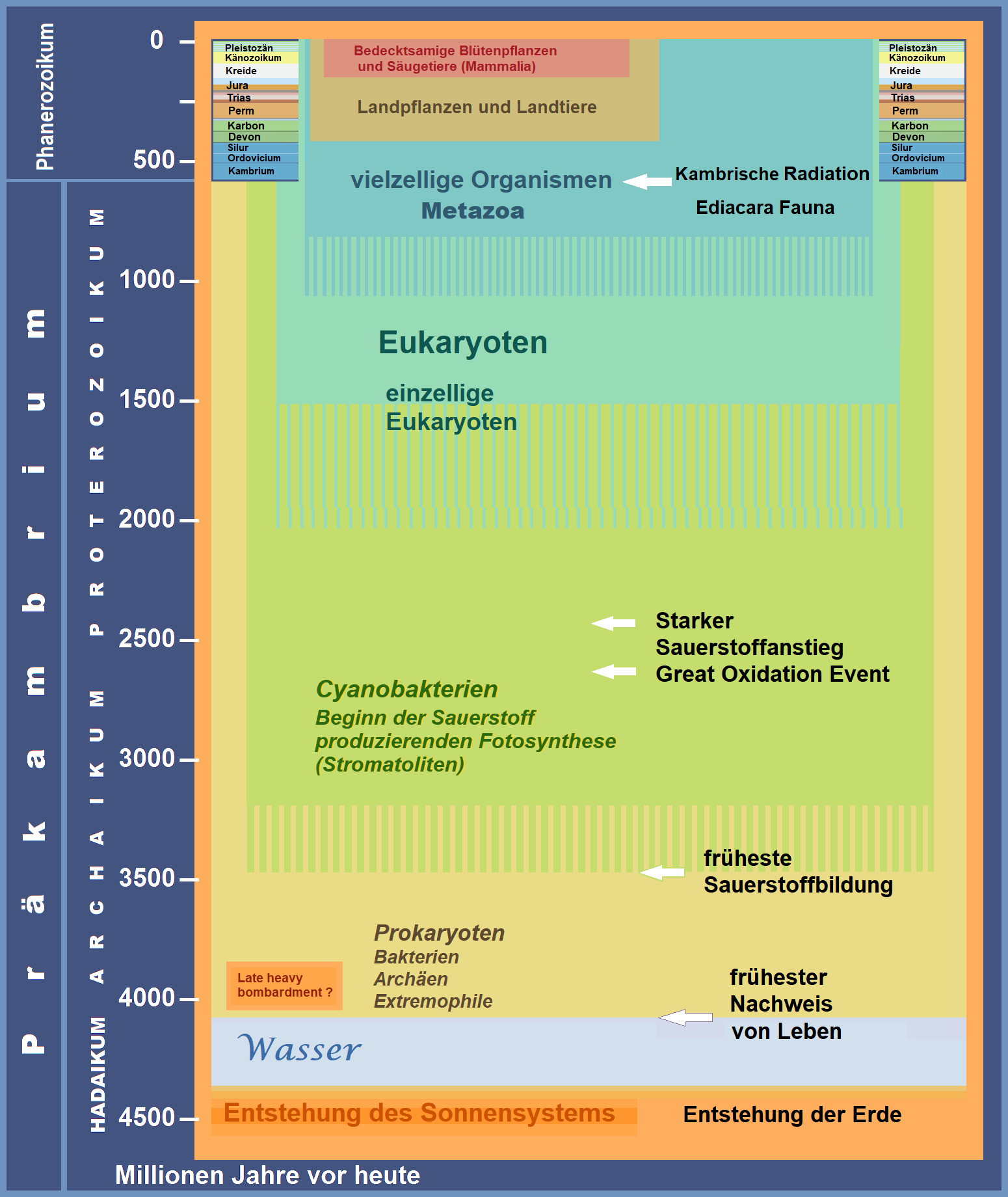
Evolution der Lebewesen über
4,1 Milliarden Jahre. Für diese Darstellung wurde keine logarithmische, sondern bewusst eine lineare Zeitskala verwendet. So wird optisch deutlich, dass das auf das Präkambrium folgende Phanerozoikum im Verhältnis zur Erdgeschichte relativ kurz ist. Das kleine Rechteck rechts oben entspricht der obigen Zeittafel.

Der früheste Nachweis von Leben liegt zeitlich relativ nah am heute angenommenen Entstehungszeitraum der Erde (in einer protoplanetaren Scheibe). Die Atmosphäre der ganz frühen Erde enthielt noch keinen Sauerstoff. Die frühesten prokaryotischen Mikroorganismen deckten ihren Energiebedarf durch Chemosynthese. Es gab viele – aus heutiger Sicht – „extremophile“ Einzeller, die unter den damaligen abiotischen Bedingungen leben und sich vermehren konnten. Nach der Entstehung und starken Ausbreitung von Fotosynthese betreibenden Prokaryoten, vor allem Blaualgen, kam es weltweit zu einem drastischen Anstieg des Sauerstoffgehalts der Gewässer und der Erdatmosphäre (siehe Große Sauerstoffkatastrophe) und damit zu globalen Veränderungen der Lebensbedingungen. Das Ansteigen des Sauerstoffgehalts der präkambrischen Gewässer begann lange vor dem GOE und begünstigte die Biomineralisation.

Phylogenetischer Baum des Lebens als Korallendiagramm, zoombar (englisch)

Nachdem durch Symbiogenese und Endosymbiose die Eukaryoten und daraus dann auch vielzellige Organismen (Parazoa und Eumetazoa) entstanden waren, kam es bei den vielzelligen Lebewesen zu Höherentwicklungen. Gegen Ende des Präkambriums finden sich frühe fossile Nachweise in der Ediacara-Fauna. Im Kambrium während der kambrischen Radiation entstanden dann viele Tierstämme beinahe gleichzeitig. Letztere war die Ausgangsbasis für die auf der heutigen Erde bestehende nahezu unüberschaubare Vielfalt besonders auch an bilateralsymmetrisch gebauten Lebewesen.